# Villa Gavotti
La Villa Gavotti è una dimora di villeggiatura sita in via Francesco Maria della Rovere ad Albisola Superiore, in provincia di Savona. L'edificio si presenta in stile barocchetto genovese.

## Storia
Il palazzo, detto Cà Grande, indicato tra l'altro come luogo di nascita di papa Giulio II, venne ereditato da Francesco Maria della Rovere nel 1744 dal padre Clemente, il quale vi aveva abitato dopo aver trascorso lunghi anni nell'altro edificio di proprietà detto Cà Piccola, ora chiamato Le Cantine.
Francesco Maria, eletto doge della Repubblica di Genova il 29 gennaio 1765, ordinò subito il completo restauro dell'edificio per la grossa somma di 100.000 zecchini.
Alla sua morte la villa pervenne nel giro di pochi anni a Luigi Gavotti, di antica parentela con i Della Rovere; la famiglia, da cui poi la villa prese il nome, è ancora proprietaria dell'immobile.

## Caratteristiche
L'edificio si presenta, in tipico stile ligure, come un massiccio corpo squadrato di tre piani arricchito dalla cappella sul lato nord e sul lato sud da due bassi corpi di fabbrica a terrazza speculari e paralleli, i quali convergono l'uno verso l'altro con due sinuose scalinate che dividono il giardino all'italiana, ornato da quattro fontane, dal boschetto dove si trova il gruppo scultoreo di Ercole in lotta col leone Nemeo, ombreggiato da una macchia di cipressi, lecci e cedri del Libano. Le terrazze sono arricchite da balaustre in marmo di Carrara sormontate da grandi vasi e statue opera di scultori toscani.
Sotto la terrazza settentrionale (che ha la facciata rivolta a sud) si aprono le tre sale delle stagioni: Primavera, Estate e Autunno; create nel 1760 dai fratelli milanesi Porta. Tutte e tre sono caratterizzate da ricchissimi stucchi. Nella stanza "della primavera", le piante in fiore scaturiscono dai capitelli come fossero vasi, per poi intrecciarsi verso il soffitto. La stanza "dell'estate" è decorata da putti che mietono il grano, mentre il soffitto è ricco di rami d'alberi carichi di frutta. Infine nella stanza "dell'autunno" abbondano i tralci ricchi d'uva che si aggrovigliano attorno alle finestre. Vi è poi sotto la terrazza meridionale una quarta sala che ha l'aspetto di una grotta. Fu decorata con coralli (depredati poi dalle armate di Napoleone Bonaparte e ricostruiti con stucchi), conchiglie e stalattiti provenienti dalla vicina grotta di Bergeggi. A pian terreno si trova anche la cappella, con organo di Tommaso II Roccatagliata del 1762 e una bella statua di Santa Caterina, opera di Francesco Schiaffino.
Gli interni della villa, il cui piano nobile si affaccia sulle terrazze panoramiche, furono decorati da Andrea Levantino con scene di vita agreste e quotidiana su pareti, vasi, piastrelle di ceramica e porte. Gli stucchi abbracciano finestre, busti, specchi e quadri che sono per lo più ritratti di famiglia. Tra gli altri ambienti, si ricordano il grande salone al primo piano, il salotto dei Papi, l'alcova e la stanza delle favorite. I mobili, perfettamente adattati agli ambienti, non sono francesi come consuetudine, ma furono commissionati ad Albisola e Genova a falegnami ed ebanisti genovesi. All'esterno su una finestra murata spiccava il dipinto di una ragazza che si sporgeva a guardare l'ingresso della casa.
Il colore predominante delle facciate e dei muri era il giallo-arancio, ripreso un tempo anche dalle abitazioni dei contadini sparse nella piana albisolese, in gran parte di proprietà della villa. L'edificio faceva infatti parte di un ampio progetto di riorganizzazione della campagna circostante di cui costituiva il fulcro centrale e verso cui crose e strade convergevano, arricchite ai quadrivi da esedre, cancellate e colonne sovrastate da vasi di fiori. Dalla terrazze della villa, si spaziava con lo sguardo su un panorama arcadico dove la ricchezza della vegetazione e delle colture era interrotto e sottolineato dai radi edifici affioranti, propaggini della villa che con essa dialogavano a distanza per la similitudine dei cromatismi. Poco distante il pirotecnico profilo barocco della chiesa di San Nicolò segnava il limite dell'intervento dell'uomo sull'ambiente circostante, là dove iniziano le colline. Il disegno armonioso di un paesaggio dove l'opera dell'uomo e quella della natura convivessero abbellendosi a vicenda fu definitivamente spazzato via dall'avanzare irriverente e devastante dell'edilizia del secondo dopoguerra.

## Galleria d'immagini

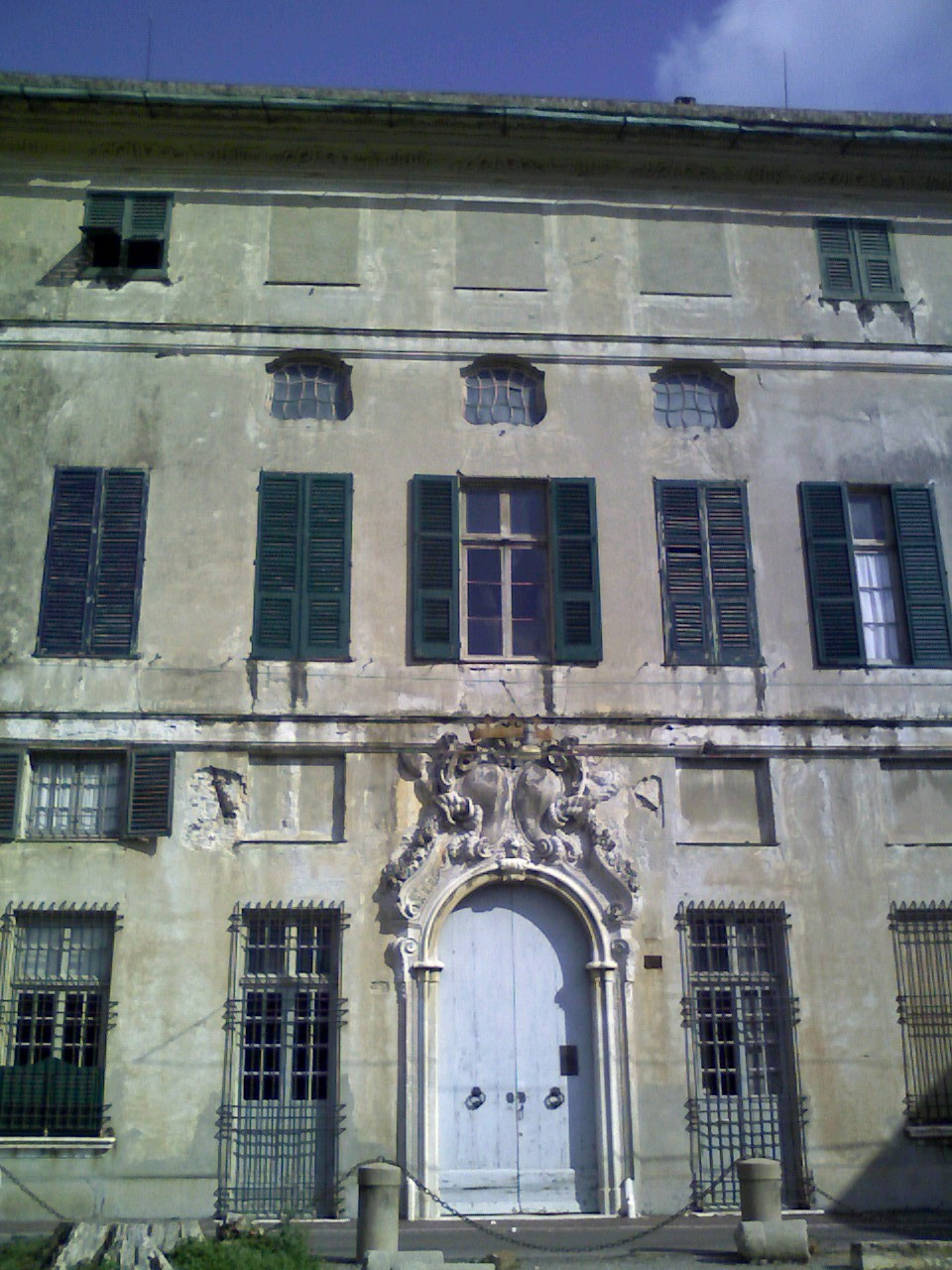
Ingresso lato ovest
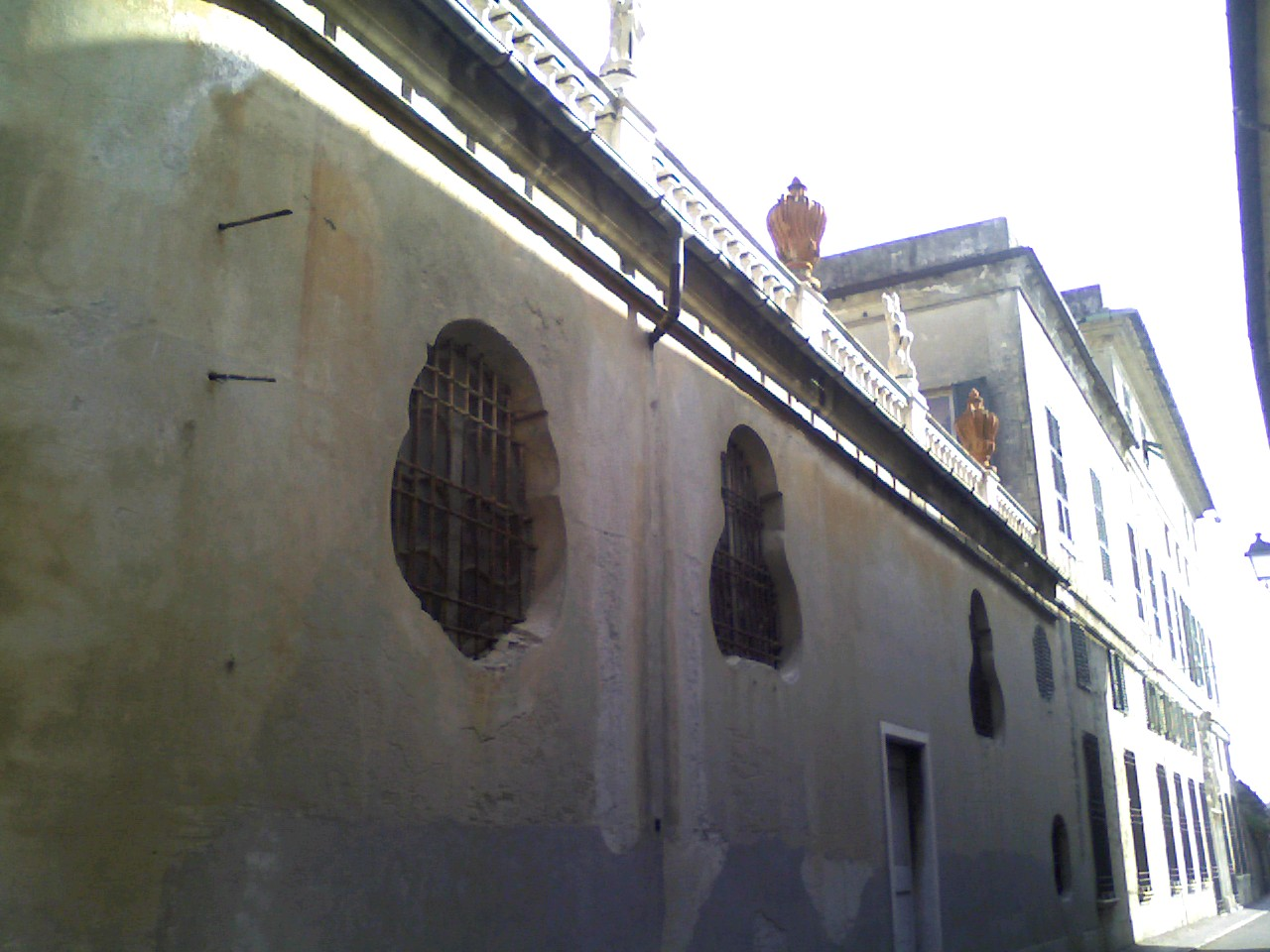
Cappella privata
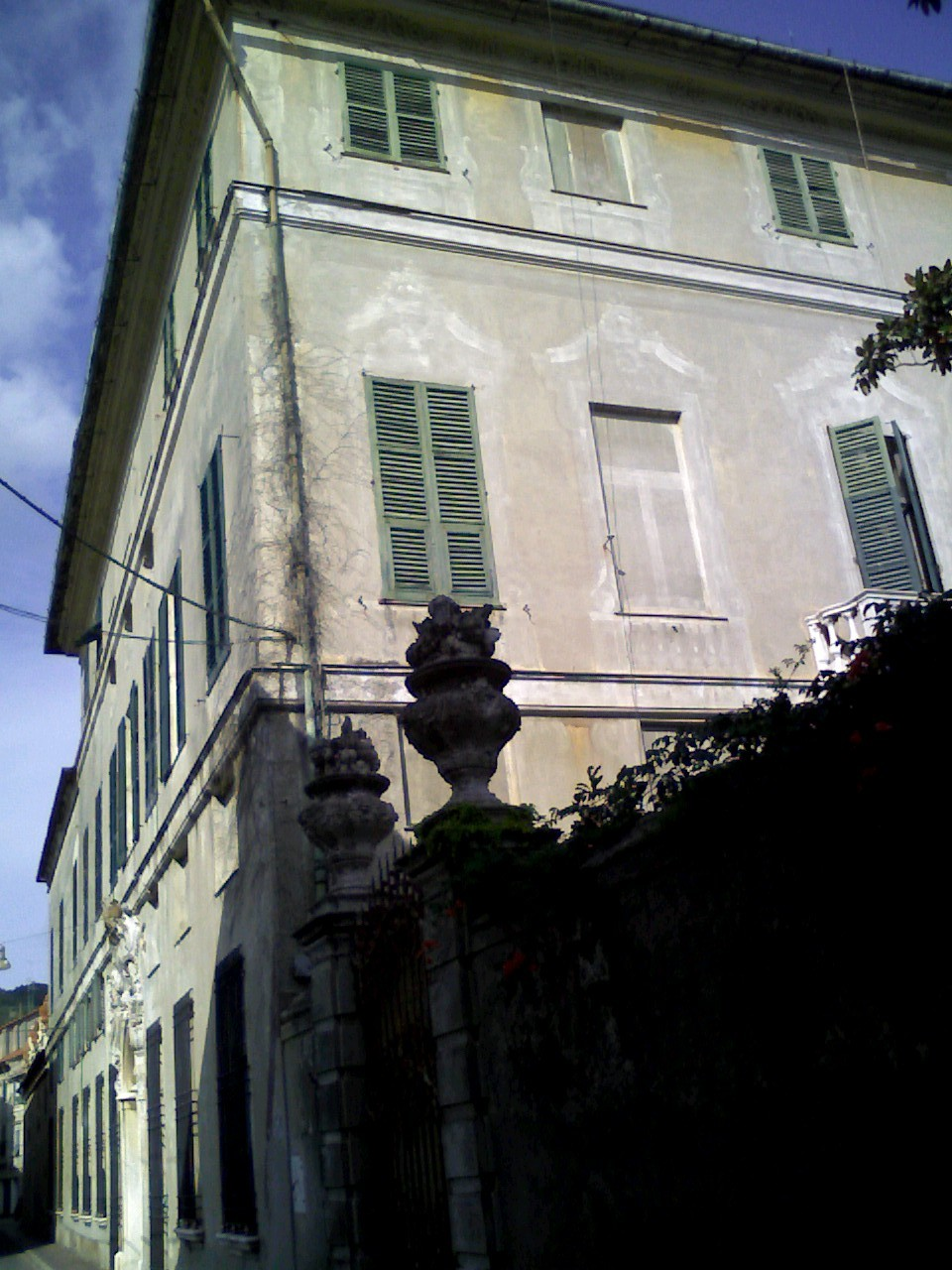
Angolo sud-ovest
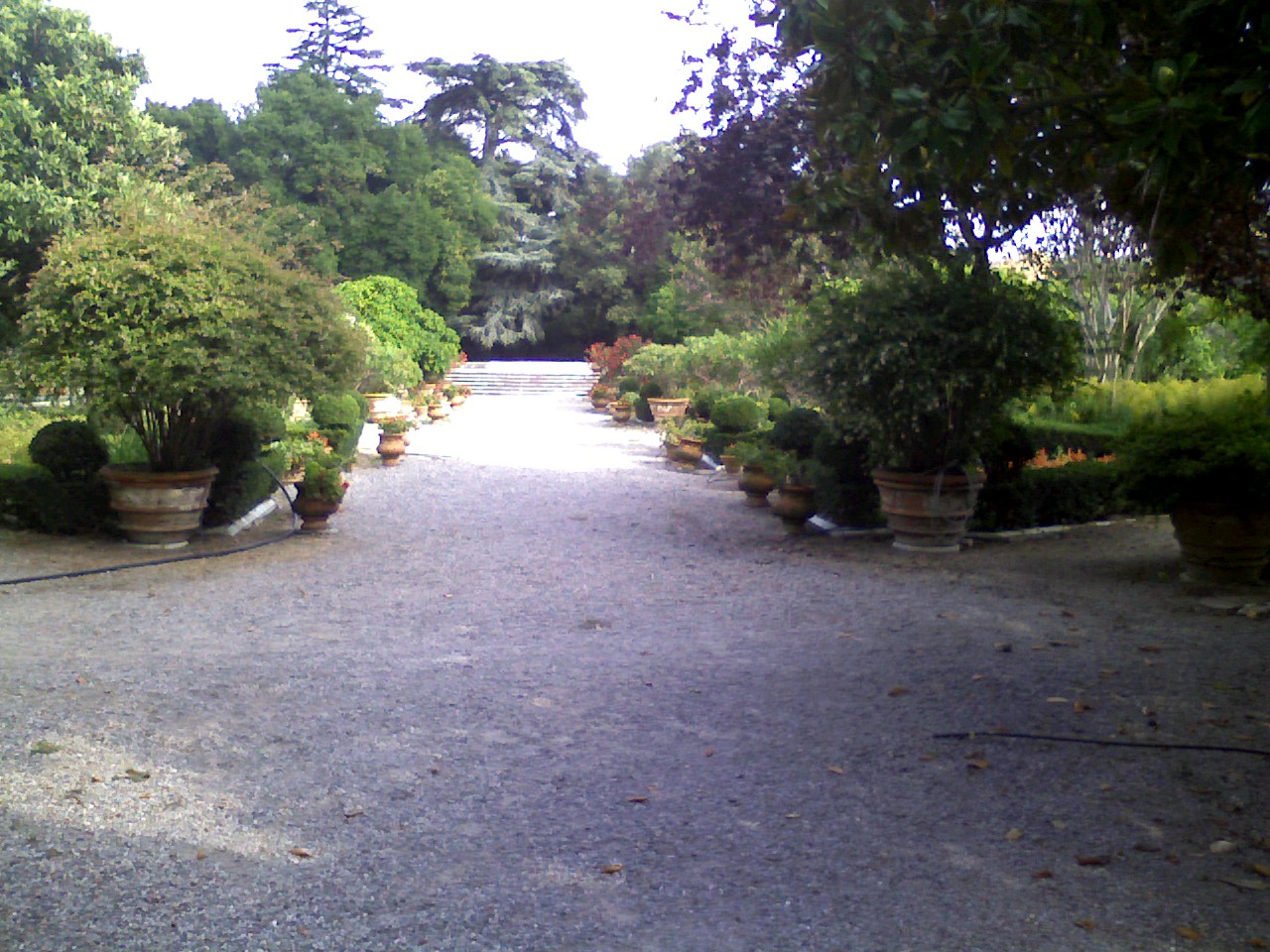
Viale centrale del giardino
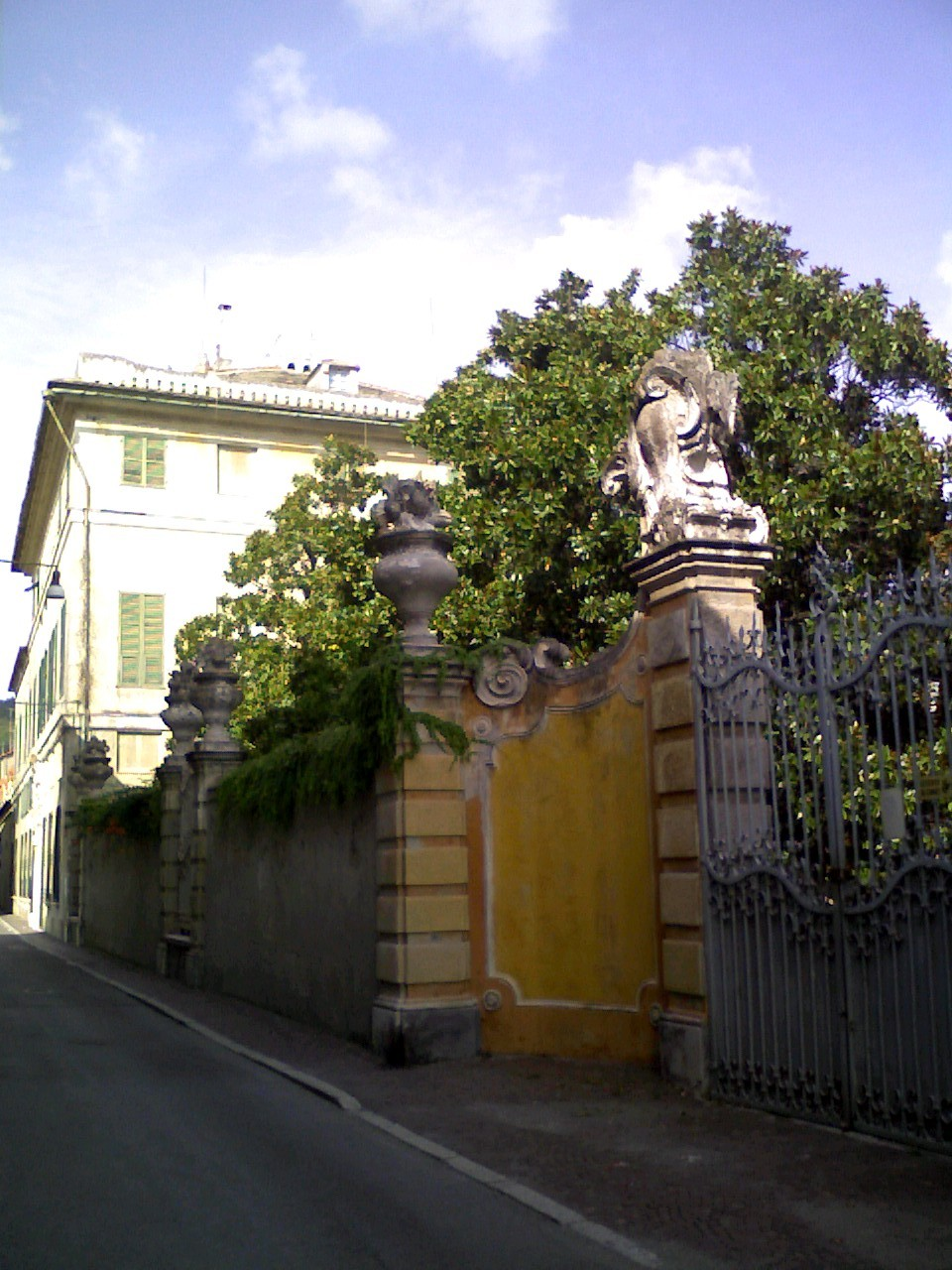
Ingresso del giardino e facciata sud
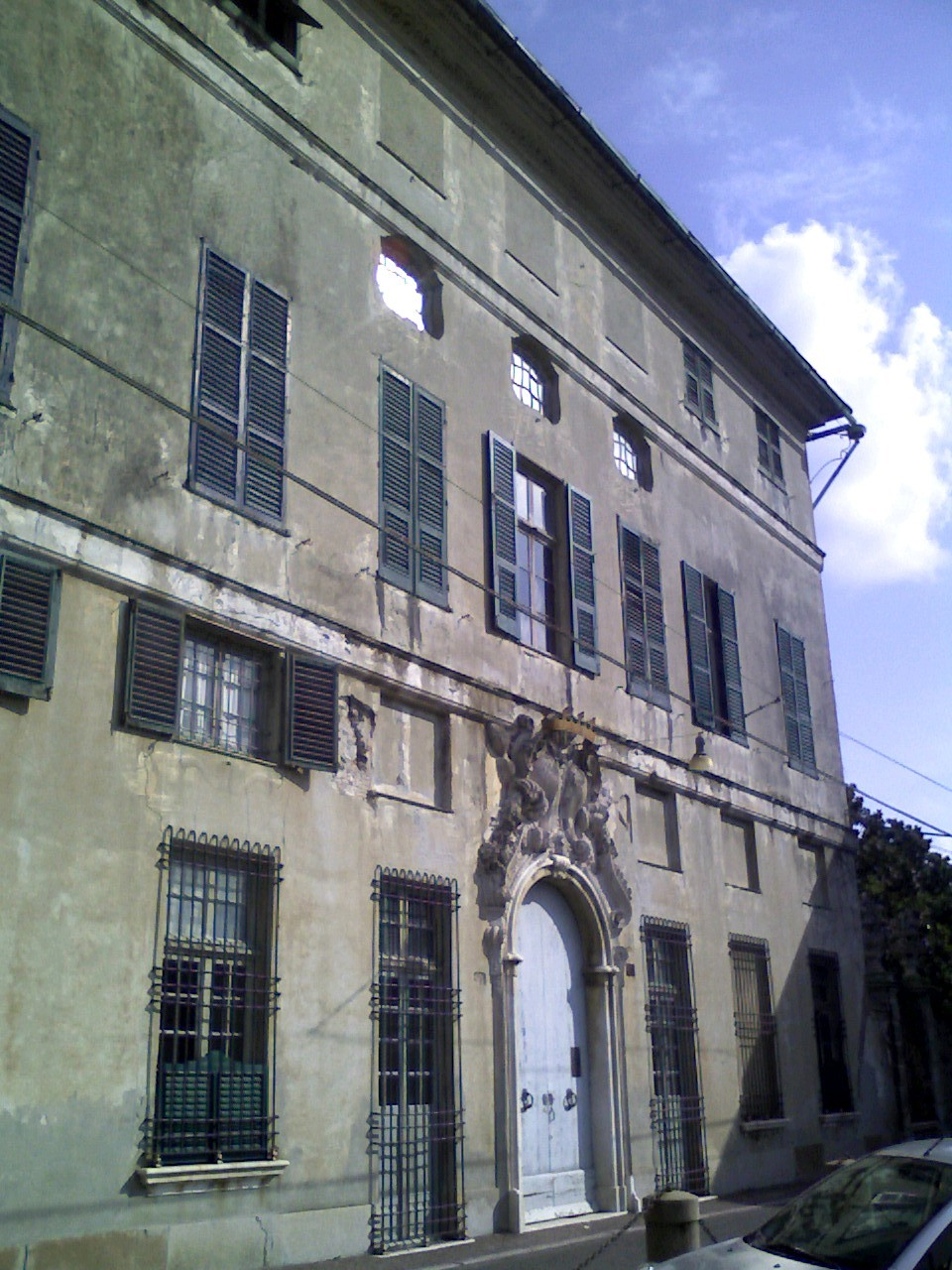
Facciata ovest
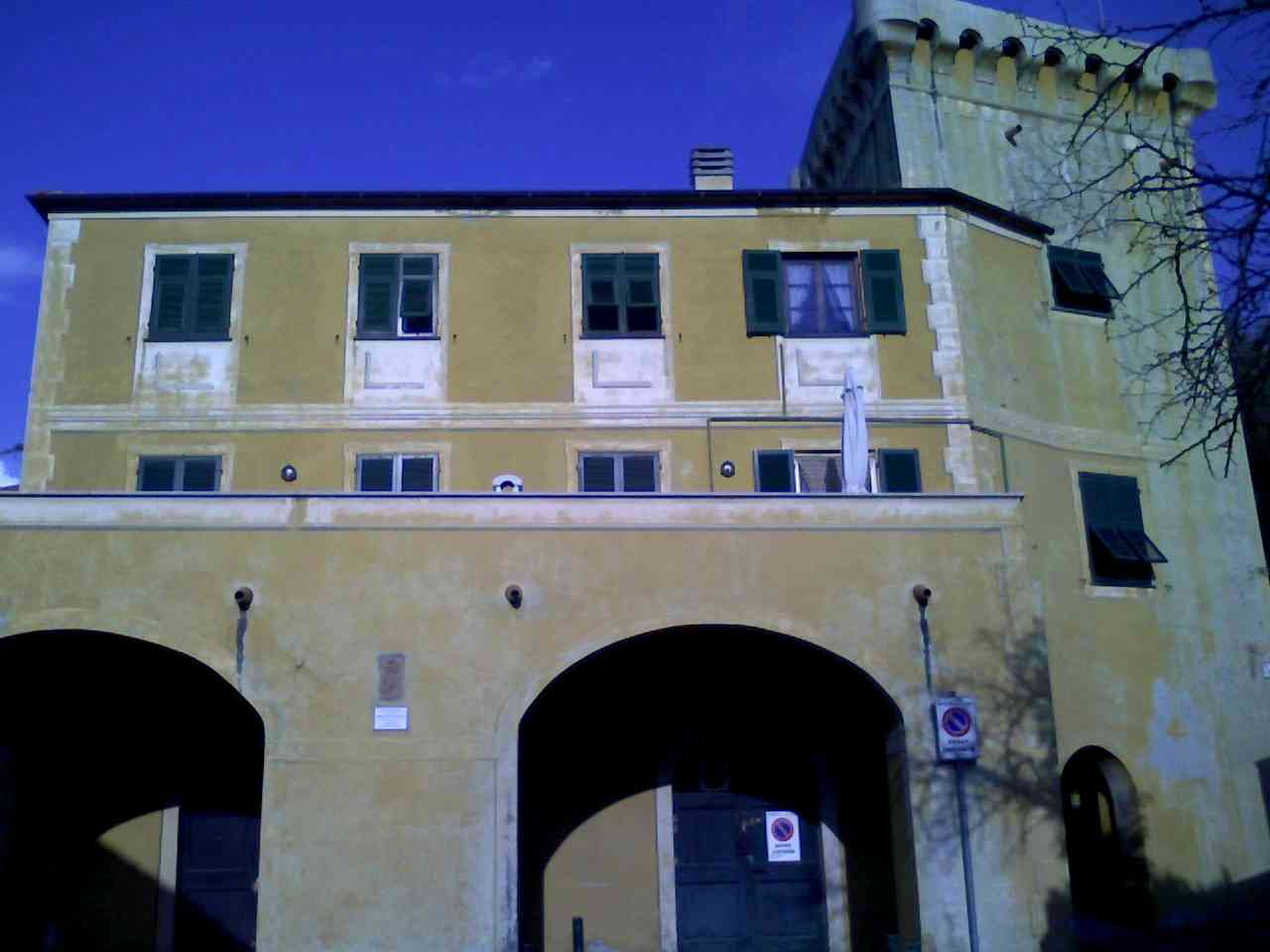
La Cà Piccola
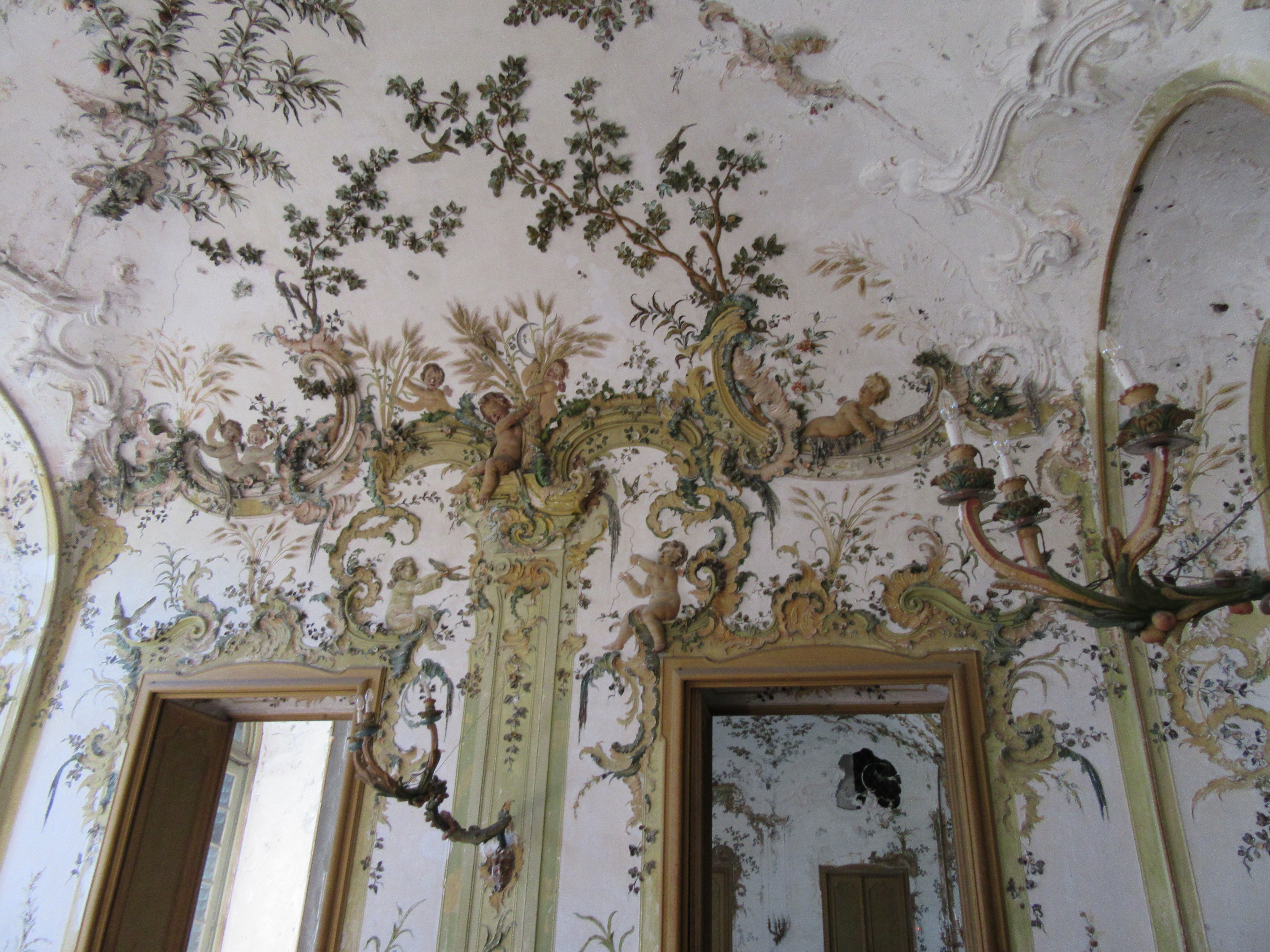
La sala dell'estate
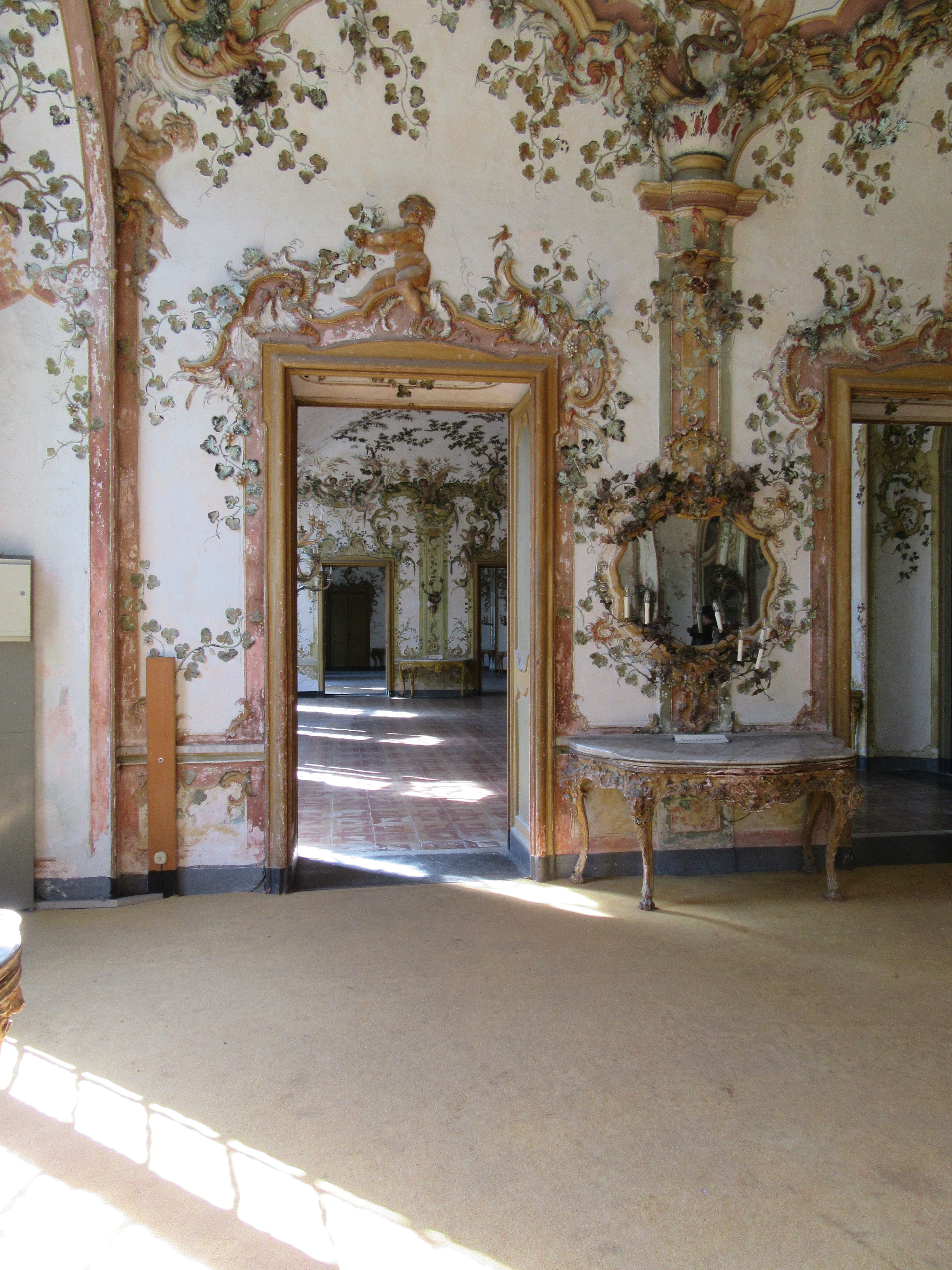
La sala dell'autunno